# افهموني (فلم)
افهموني، هو فيلم تلفزيوني سعودي كوميدي درامي، انتج في 1985، وهو من تأليف ناصر القصبي وماجد العبيد، ومن بطولة محمد العلي وعبد الله السدحان وناصر القصبي، وهو من إخراج عامر الحمود.

## قصة الفيلم
تدور أحداث الفيلم حول ناصر الذي اعتاد على السفر إلى الخارج، والعيش بكل حرية، عندها يفكر بالزواج من ابنة الفراش الذي يعمل معهم في نفس مكان العمل، وبعد أن قام هو ووالده بخطبة البنت، تقف الشروط التعجيزية التي يضعها والدها أمام مشروع زواجه، عندها يعود ناصر إلى السفر إلى الخارج وينسى فكرة الزواج.

## روابط خارجية
- مقالات تستعمل روابط فنية بلا صلة مع ويكي بيانات